# Flagstaff (Zuid-Afrika)
Flagstaff is een plaats met 2600 inwoners, in het district O.R. Tambo in de Zuid-Afrikaanse provincie Oost-Kaap. Het is de hoofdplaats van de gemeente Qaukeni. De plaats ontstond in 1877 toen twee handelaars, Zacharias Bowles en George Owen, een winkel openden. Ze deden niet open op zondagen en feestdagen. De inheemse bevolking kende echter geen sluitingsdagen of feestdagen. Om de bevolking te helpen, plaatsen de handelaars een vlaggenstok. Ze hesen een witte vlag op feestdagen en sluitingsdagen om aan te geven wanneer de winkel toe was. Zo ontstond de naam Flagstaff.
Het nationaal instituut voor de statistiek, Stats SA, deelt sinds de census 2011 deze hoofdplaats in in 2 zogenaamde subplaatsen (sub place):
Flagstaff SP1 • Flagstaff SP2.